# 德國媒體集中委員會
調查媒體集中委員會（德語：／英語：）是德國依據修訂《邦際廣播公約》（德語：／英語：）於1997年5月15日所設立的組織。在2010年則正式納入德國邦媒體管理局協會的一環。
該組織秉持超然立場，維護通訊傳播權益及市場公平競爭，由十二位委員組成，其中一半為各邦媒體管理局代表，另一半任期五年則是各邦首長一致提名廣播及商事法的學者專家代表，且雙方各有兩名代理人以備不時之需。

## 職掌
為確保電視和廣播促進個人和輿論自由，播放節目的平衡多樣性，允許不同的觀點發聲，避免廣播行業所有權及輿論主導權的集中，依據《邦際廣播公約》第26條相關規定，其工作如下：
1. 涉及跨邦媒體所有權變化的管制
2. 認定媒體在相關市場是否具有支配意見力量
3. 保障獨立第三方的播送時段
4. 觀察民營廣播電視集中化的發展，確保多元意見措施

## 量化分析
《邦際廣播公約》第26條規定，事業（自然人、法人或人合團體）符合下列條件之一，則推定其有支配意見力量，將予以制約：
- 事業製播頻道年平均收視占有率達30%者。
- 事業頻道收視占有率達25%，且該事業於媒體相關市場具有控制地位，或其於電視及媒體相關市場事業活動的整體評價，可與電視收視占有率30%事業、具同樣意見影響力者。

委員會據此在實務裁量上，從媒體影響力、影響範圍及即時性分析，將各類媒體以市場調查方式，轉換以電視為基礎的比例，即電視加權因數為1，日報為電視2/3，節目雜誌為電視1/7，公共雜誌為電視1/10，網際網路為電視1/2，廣播為電視1/2。這些量化評估媒體集中度的數值，被稱作「KEK值」。

## 影響
有別於其他國家以所有權規範媒體集中，德國在1997年改採收視占有率的評價，提供另一種檢視媒體集中趨勢的指標。韓國廣播通信委員會於2010年10月也參考出媒體換算率（Media Exchange Rate）的作法；臺灣在旺旺中時併購中嘉案中，正反意見雙方攻防亦使用KEK值來評估媒體集中化程度。

## 外部連結
- 官方网站 （德文）